# Anok Yai
Anok Yai (El Cairo, 20 de diciembre de 1997) es una modelo estadounidense de origen sursudanés. Es la segunda modelo afrodescendientes en abrir un show para Prada después de Naomi Campbell.

## Primeros años
Nació en Egipto de padres sursudaneses. Su familia se mudó a Manchester, New Hampshire cuando ella tenía 2 años. Su madre es enfermera y su padre trabaja en  Easter Seals; su hermana Alim es su mánager. Asistió a la Manchester High School West en New Hampshire, y más tarde se mudó al Reino Unido y asistió a la Universidad de Plymouth para estudiar bioquímica, con la intención de convertirse en médico. Reside en Londres, Inglaterra.

## Carrera
Yai fue descubierta en octubre de 2017 en la universidad cuando un fotógrafo profesional le pidió si le podía sacar una foto. Publicó la foto en Instagram, consiguiendo 20.000 "me gusta", y las agencias de modelos, incluyendo IMG Models, quisieron conocerla. Finalmente firmó con Next Model Management. En 4 meses, se convirtió en la primera sudanesa en desfilar en un evento de Prada. También apareció en la campaña primavera/verano 2018 de Prada y en una campaña de Nike diseñada por Riccardo Tisci.
En julio de 2018, Yai se convirtió en portavoz de la marca Estée Lauder.